# Roger Livesey
Roger Livesey est un acteur britannique, né le 25 juin 1906 à Barry (pays de Galles), mort le 4 février 1976 à Watford (Angleterre). 

## Biographie
Roger Livesey a eu une importante carrière d'acteur, au théâtre et au cinéma. Il est particulièrement connu pour ses rôles dans les films de Michael Powell et Emeric Pressburger, notamment Colonel Blimp et Une question de vie ou de mort.
Dans Colonel Blimp, il joue aux côtés d'Ursula Jeans (1906-1973) qu'il épouse en 1937 et dont il reste veuf.

## Filmographie
- 1921 : Where the Rainbow Ends de Horace Lisle Lucoque : Cubby the Lion Cub
- 1921 : Les Quatre Plumes blanches (The Four Feathers) de René Plaissetty : Harry (enfant)
- 1923 : Married Love : Henry Burrows
- 1931 : East Lynne on the Western Front de George Pearson : Sandy
- 1933 : The Veteran of Waterloo de A.V. Bramble : Sergeant MacDonald
- 1933 : A Cuckoo in the Nest de Tom Walls : Alfred
- 1934 : Blind Justice de Bernard Vorhaus : Gilbert Jackson
- 1934 : Les Maudits du château-fort (Lorna Doone) de Basil Dean : Tom Faggus
- 1935 : The Price of Wisdom de Reginald Denham : Peter North
- 1935 : Midshipman Easy de Carol Reed : Captain Wilson
- 1936 : Rembrandt d'Alexander Korda : Beggar Saul
- 1938 : The Rebel Son : Peter Bulba
- 1938 : Black Magic (TV) : Dr. John Lawrence
- 1938 : Alerte aux Indes (The Drum) de Zoltan Korda : Capt. Carruthers
- 1938 : Spring Meeting (TV)
- 1938 : Keep Smiling de Monty Banks : Bert Wattle
- 1939 : A Cup of Happiness (TV) : Adam Veryard
- 1940 : Spies of the Air de David MacDonald : Houghton
- 1940 : Girl in the News de Carol Reed : Bill Mather
- 1943 : Colonel Blimp de Michael Powell et Emeric Pressburger : Clive Candy
- 1945 : Je sais où je vais de Michael Powell et Emeric Pressburger : Torquil MacNeil
- 1946 : Une question de vie ou de mort de Michael Powell et Emeric Pressburger : Doctor Frank Reeves
- 1948 : Vice Versa de Peter Ustinov : Paul Bultitude
- 1948 : Men of Darkness (TV)
- 1949 : Cet âge dangereux (That Dangerous Age) de Gregory Ratoff : Sir Brian Brooke
- 1951 : Green Grow the Rushes de Derek Twist : Capt. Cedric Biddle
- 1953 : Le Vagabond des mers (The Master of Ballantrae) de William Keighley : Col. Francis Burke
- 1956 : L'Étrangère intime (The Intimate Stranger) de Joseph Losey : Ben Case
- 1958 : Le Passager clandestin (The Stowaway) de Ralph Habib et Lee Robinson : Major Owens
- 1960 : Hold-up à Londres (The League of Gentlemen) de Basil Dearden : Mycroft
- 1960 : Le Cabotin (The Entertainer) de Tony Richardson : Billy Rice
- 1961 : By Invitation Only (TV) : Phillip Gordon-Davies
- 1961 : No My Darling Daughter de Ralph Thomas : General Henry Barclay
- 1964 : L'Ange pervers (Of Human Bondage) de Ken Hughes : Thorpe Athelny
- 1965 : Les Aventures amoureuses de Moll Flanders de Terence Young : Drunken Parson
- 1968 : Œdipe roi de Philip Saville : Berger
- 1969 : Hamlet de Tony Richardson : Lucianus/fossoyeur
- 1970 : Futtocks End de Robert Kellett : L'Artiste